# Glenn Jacobs
Glenn Thomas Jacobs (født 26. april 1967) er en professionel amerikansk wrestler, der wrestler under navnet Kane for World Wrestling Entertainment under deres Smackdown brand. Kane er kendt for sin størrelse, 213 centimeter. Han har tidligere wrestlet under navnet Isaac Yankeem DDS, og går også under navnet Big Red Machine.
Kane er ikke bror til Undertaker i virkeligheden.
Kane har flere rekorder ved Royal Rumble, bl.a. flest elimineringer i én kamp, flest rumbles i træk (9) og flest rumbles i alt (11). indtil 2014 hvor Roman Reigns slog hans flest elimineringer i en kamp med 12. 
I sit civile liv er han siden 2018 borgmester i Knox County i Tennessee valgt for Republikanerne.